# Корзинщиков, Сергей Александрович
Сергей Александрович Корзинщиков (22 января 1904 (по старому стилю), Нижний Новгород — 30 августа 1943, Москва) — советский лётчик-испытатель 1 класса, пилот-инструктор. Испытывал новые конструкции автожиров, самолётов и вертолётов, и работал заводским лётчиком-испытателем. Погиб при перегоне серийного самолёта-истребителя Як-7Б. 

## Биография
Родился в Нижнем Новгороде. В 1920 году окончил 7 классов трудовой школы 2-й ступени. Затем два курса Нижегородского электротехникума связи.  В 1919—1920 годах работал пароходным агентом Центропечати, а в 1920—1922 годах в Нижегородской пожарной дружине.
В армии с сентября 1922 года. В 1923 году окончил Егорьевскую военно-теоретическую авиашколу, в 1924 году Качинскую ВАШЛ и Высшую военно-авиационную школу воздушной стрельбы и бомбометания («Стрельбом») в Серпухове. Служил в истребительных частях ВВС. 
В сентябре 1927 года участвовал в IV Всесоюзных планерных состязаниях в Коктебеле на планере БИЧ-6 «Дракон». 
В июне-сентябре 1928 года служил лётчиком-инструктором Серпуховской высшей военной авиационной школы воздушного боя, которую закончил ранее под другим названием.
С октября 1928 по 1932 год лётчик-испытатель НИИ ВВС (1 н/о 1 АЭ). Участвовал в ряде испытаний истребителей.
С 1932 по апрель 1940 года лётчик-испытатель ЦАГИ. Испытывал первые советские автожиры ЦАГИ 2-ЭА, ЦАГИ А-4 (06.11.1932), ЦАГИ А-7 (20.09.1934), ЦАГИ А-8/2, ЦАГИ А-13, ЦАГИ А-14. Испытывал самолёт АНТ-29/2 (ДИП). В январе 1935 года командирован в Великобританию для закупки автожира де ла Сьервы C-30. А летом 1935 года провёл в ЦАГИ его сравнительные испытания с советскими автожирами ЦАГИ А-8 и А-4. Испытывал вертолёты ЦАГИ вместе с лётчиками А. П. Чернавским, Д. А. Кошицем, В. А. Карповым.
Автор знаменитого афоризма: «Настоящий лётчик-испытатель должен без труда летать на всём, что только может летать, и с небольшим затруднением – на том, что летать вообще не может»! В одной из своих книг М. Л. Галлай упоминает, что произнёс он её после полёта именно на вертолёте.
Участвовал в испытаниях самолётов ТБ-5 (1931 год), СБ, Пе-8, АНТ-35, И-16, И-220 (1939 год).
В декабре 1940 года Корзинщиков в числе первых получил 1-й класс лётчика-испытателя.
С апреля 1940 по май 1941 года лётчик-испытатель ОКБ А. С. Яковлева и начальник лётно-испытательной службы. После гибели лётчика-испытателя Ю. И. Пионтковского на первом И-26 в 1940 году назначен на продолжение испытаний этого истребителя, получившего вскоре обозначение Як-1. Первым испытал последующие И-26/2 (апрель 1940 год) и И-26/3 (сентябрь 1940 год).
В мае-августе 1941 года лётчик-инспектор отдела лётных испытаний Наркомата авиационной промышленности (НКАП).
С сентября 1941 года по сентябрь 1942 года — лётчик-испытатель авиазавода № 22 в Казани, где испытывал серийные Пе-2. Одновременно в июне-августе 1942 года лётчик-испытатель филиала ЛИИ в Казани, где провёл ряд испытаний Пе-2, Як-1 и Як-7.
С сентября 1942 года лётчик-испытатель авиазавода № 82 (Тушино), где испытывал серийные Як-7Б. Погиб 30 августа 1943 года на Як-7Б (№1429) около Царицыно, при вынужденной попытке посадки. Похоронен на Новодевичьем кладбище.

## Награды
- Орден Красной Звезды — 17.08.1940 (за испытания)
- Орден Ленина — 29.04.1944 (посмертно) (за испытания)